# Carlos Matera
Carlos Matera (Buenos Aires), más conocido como Matt, es un humorista gráfico, así como ilustrador, guionista y escritor hispano-argentino. Su obra más famosa es la Trilogía Peligro Humory la novela Marlon, el camaleón Daltónico (Ed. Anaya)

## Biografía breve
Nació en Buenos Aires el 16 de mayo y el 17 se puso a dibujar. Siendo niño recortaba del periódico las tiras cómicas de Quino, el creador de Mafalda, para coleccionarlas, y reconoce a Quino como su gran maestro. Desde muy pequeño comenzó a dibujar. En 1984, publica sus primeros chistes, colaborando en destacadas publicaciones de Argentina. Además de Quino, sus maestros e inspiradores son Eduardo Ferro, Mordillo, Fontanarrosa y Carlos Garaycochea, en cuya escuela se formó como humorista gráfico. También cursó estudios en la Escuela Superior de Publicidad de Buenos Aires. En 1990 se traslada a Europa, publicando sus trabajos en Alemania, Francia, Italia, Portugal y España, donde reside. 
Trabaja en publicidad, ilustrando calendarios, puzzles, pósteres y libros. Colaboró con viñetas y  páginas de humor en revistas como Muy Interesante, First (Dinners Argentina), Playboy, Humor, Sexhumor, Revista dominical del diario La Nación, Diario La Nación, Diario El País (España), dominical Blanco y Negro del periódico Abc, Handicap, Estar Mejor, Panorama, Tiempo, Viajar, Muove, La Esfera, Quo, Cars & Drivers, De viajes, Explora y Navega, Ego, Vip, París Match,
Como guionista, colaboró en Las noticias del guiñol en Canal +, en el largometraje de animación "Planet 51" ( ilion España), en la serie de animación infantil Clanners (Clan TV)y actualmente colabora en el programa La Ventana de la Cadena SER.

## Obra
Libros publicados:
- "Amours D'animaux" (Ed. Glènat Francia)
- Peligro, matrimonio (Ed. Tikal España)
- Peligro, humanos  (Ed. Tikal España)
- Peligro, hospital (Ed. Tikal España)
- El día que los animales hablen (Ed. Susaeta)[5]
- "Marlon, el camaleón daltónico". Editorial Anaya (2018), Novela infantil escrita por Carlos Matera junto a Isabel Arjona e ilustrada por Matt.
- "La Pesadilla Automática" Editorial Anaya (2019)  Novela juvenil escrita por Carlos Matera junto a Isabel Arjona e ilustrada por Matt.